# Gwiazda Barnarda (powieść)
Gwiazda Barnarda – powieść dla młodzieży Edmunda Niziurskiego, wydana w 1987 roku. Pierwotnie nosiła tytuł Strzała Barnarda, od drugiego wydania jest znana jako Tajemnica dzikiego uroczyska.

## Opis fabuły
Główny bohater, licealista Romek Pitucki, znajduje na bagnach za miastem statek pozaziemski. Na jego pokładzie zostaje zbadany przez maszyny należące do rasy Eechtonów, jaszczurów zamieszkujących układ planetarny krążący wokół Gwiazdy Barnarda. Materiał genetyczny Romka zostaje skopiowany i wykorzystany do stworzenia jego duplikatu, żyjącego na planecie Eechtonów. Tam dowiaduje się, że jaszczury planują inwazję na Ziemię (chcąc wykorzystać siłę życiową ludzi do odnowienia własnego, degenerującego się gatunku). Zdobywa dowody tych przygotowań i przekazuje je swojej dziewczynie i najbliższemu przyjacielowi.